# Pernastela howensis
Pernastela howensis är en snäckart som beskrevs av Tom Iredale 1944. Pernastela howensis ingår i släktet Pernastela och familjen Charopidae. Inga underarter finns listade i Catalogue of Life.